# Tim Cone

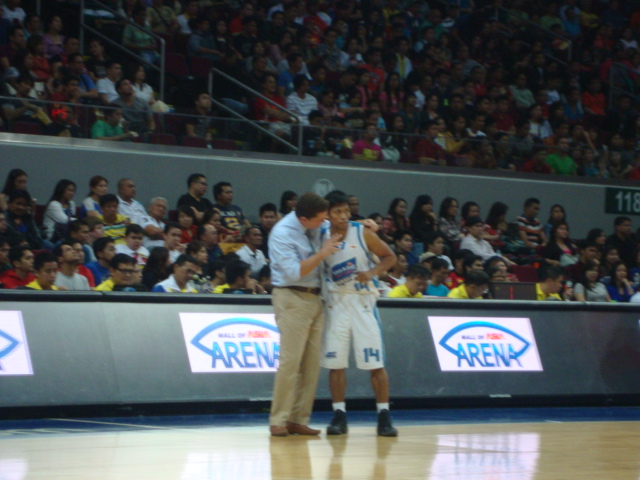
Foto tijdens BGSM tegen Ginebra (2014)

Earl Timothy Cone (14 december 1957), beter bekend als Tim Cone, is een Amerikaanse basketbalcoach in de Filipijnse professionale basketbalcompetitie PBA. Hij was jarenlang hoofdcoach van de Alaska Aces en is sinds het 2011 coach van de San Mig Super Coffee Mixers (in dat seizoen nog bekend onder de naam B-Meg Llamados). Ook coachte hij in 1998 het Filipijns nationaal basketbalteam. Cone hanteert als tactiek voor zijn teams de triangle offense. In het seizoen 2013/2014 won hij met de San Mig Super Coffee Mixers een tweede Grand Slam. Met zijn totaal van 18 PBA-titels is hij de coach met de meeste gewonnen kampioenschappen uit de geschiedenis van de PBA.

## Biografie
Cone groeide op in Oregon en verhuisde op 9-jarige leeftijd vanwege het werk van zijn vader naar de Filipijnen. In 1989 werd hij aangesteld als hoofdcoach van de Alaska Aces. Met de Aces won hij in totaal 13 PBA-kampioenschappen. In het seizoen 1996 wonnen de Aces onder zijn leiding zelfs een zeldzame grand slam (alle kampioenschappen winnen in een seizoen). In 1998 was Cone coach van het Filipijns nationaal basketbalteam dat in dat jaar onder de naam Philippine Centennial Basketball Team meedeed aan de Aziatische Spelen van 1998. In 2011 maakte Cone de overstap van de Alaska Aces naar de B-Meg Llamados. In het eerste seizoen (seizoen 2011/12) was hij direct succesvol. In de finale van de Commissioners' Cup wonnen de B-Meg llamados met 4-3 van Talk 'N Text. Ook in het seizoen erna won hij met het team, dat was hernoemd naar San Mig Coffee een van de drie kampioenschappen. De Governors Cup werd gewonnen door in de finale Petron Blaze met 4-3 te verslaan. Door de winst van deze tweede titel evenaarde Cone het PBA-record van 15-PBA-titels van coach Baby Dalupan. Dalupan won met de Crispa Redmanizers, de Great Taste Coffee Makers en de Purefoods TJ Hotdogs in totaal 15 PBA-titels. In 2014 passeerde Cone Baby Dalupan doordat zijn team dat onder de nieuwe naam San Mig Super Coffee Mixers de Philippine Cup wist te winnen door in de finale de Rain or Shine Elasto Painters met 4-2 te verslaan. Omdat zijn team ook de in de andere twee competities dat seizoen de sterkste was, won hij dat seizoen opnieuw een grand slam.

## Erelijst
| Seizoen | Competitie         | Team           | Finale | Tegenstanders |
| ------- | ------------------ | -------------- | ------ | ------------- |
| 1991    | Third Conference   | Alaska         | 3–1    | Ginebra       |
| 1994    | Governors          | Alaska         | 4–2    | Swift         |
| 1994    | Governors          | Alaska         | 4–2    | Swift         |
| 1995    | Governors          | Alaska         | 4–3    | San Miguel    |
| 1996    | All-Filipino       | Alaska         | 4–1    | Purefoods     |
| 1996    | Commissioner's     | Alaska         | 4–3    | Shell         |
| 1996    | Governors          | Alaska         | 4–1    | Ginebra       |
| 1997    | Governors          | Alaska         | 4–1    | Purefoods     |
| 1998    | All-Filipino       | Alaska         | 4–3    | San Miguel    |
| 1998    | Commissioner's     | Alaska         | 4–2    | San Miguel    |
| 2000    | All-Filipino       | Alaska         | 4–1    | Purefoods     |
| 2006/07 | Fiesta             | Alaska         | 4–3    | Talk 'N Text  |
| 2009/10 | Fiesta             | Alaska         | 4–2    | San Miguel    |
| 2011/12 | Commissioner's Cup | b-Meg          | 4–3    | Talk 'N Text  |
| 2012/13 | Governors Cup      | San Mig Coffee | 4–3    | Petron Blaze  |
| 2013/14 | Philippine Cup     | San Mig Coffee | 4–2    | Rain or Shine |
| 2013/14 | Commissioner's Cup | San Mig Coffee | 3–1    | Talk 'N Text  |
| 2013/14 | Governors Cup      | San Mig Coffee | 3–2    | Rain or Shine |